# Hanbal, Sakleshpur
Hanbal là một làng thuộc tehsil Sakleshpur, huyện Hassan, bang Karnataka, Ấn Độ.